# Anthracoidea caricis
Anthracoidea caricis är en svampart som först beskrevs av Christiaan Hendrik Persoon, och fick sitt nu gällande namn av Julius Oscar Brefeld 1896. Anthracoidea caricis ingår i släktet Anthracoidea och familjen Anthracoideaceae.   Inga underarter finns listade i Catalogue of Life.